# Флювіогляціальні відклади
Флювіогляціальні відклади (лат. fluvius — потік и glacies — лід, також водно-льодовикові відклади) — продукт діяльності потоків талих вод льодовиків.
Представлені галькою, гравієм, пісками з валунами, супісками, суглинками і глинами. Розрізняють два типи флювіогляціальних відкладів — прильодовикові (перигляціальні) і внутрішньольодовикові (інтрагляціальні). Флювіогляціальні відклади складають ози, ками, зандри і т. ін.
Характеризуються слабкою різноманітністю сортування мінералогічного складу. Широко поширені в областях стародавнього материкового зледеніння, а також у гірських країнах, що містять льодовики. Поширені в зоні Полісся України.
Льодовикові та флювіогляціальні утворення древнього зледеніння Українських Карпат наявні у високогірській зоні, переважно на північних і північно-східних схилах, які належать до Івано-Франківської області.